# 丁拱辰
丁拱辰（1800年—1875年）。又名君珍，字淑原，号星南，回族，福建泉州府晋江县陈埭乡岸兜村人，清朝兵器家。
他出身商人家庭，十一岁辍学，自学读书，研习兵法。十七岁跟随父亲在浙东经商。学习天文，创象限全周仪。1831年，出国经商到过菲律宾、波斯、阿拉伯。后来受到林则徐、魏源影响，研究西式武器，著作《演炮图说》，自制大炮四十门，捐给国家抗击英国入侵。1841年，被赐六品官衔，为广东候补县丞。后来写成《演炮图说后编》《西洋军火图编》。咸丰年间，授广东知县，留原省补用。